# Strange Cousins from the West
Albums de Clutch
Robot Hive/Exodus
(2007) Earth Rocker
(2013)
Strange Cousins from the West est le neuvième album du groupe américain de stoner rock Clutch, publié le 14 juillet 2009, par Weathermaker Music.

## Liste des chansons
Toutes les chansons sont écrites et composées par Clutch.
| No  | Titre                    | Durée |
| --- | ------------------------ | ----- |
| 1.  | Motherless Child         | 4:15  |
| 2.  | Struck Down              | 4:23  |
| 3.  | 50,000 Unstoppable Watts | 3:48  |
| 4.  | Abraham Lincoln          | 5:58  |
| 5.  | Minotaur                 | 4:52  |
| 6.  | The Amazing Kreskin      | 4:37  |
| 7.  | Witchdoctor              | 4:11  |
| 8.  | Let a Poor Man Be        | 5:31  |
| 9.  | Freakonomics             | 3:21  |
| 10. | Algo Ha Cambiado         | 4:09  |
| 11. | Sleestak Lightning       | 3:47  |